# Dom Dwyer
Dominic James ("Dom") Dwyer (Cuckfield, 30 juli 1990) is een Amerikaans-Engels voetballer die doorgaans speelt als spits. In maart 2025 tekende hij voor Mansfield Town. Dwyer maakte in 2017 zijn debuut in het voetbalelftal van de Verenigde Staten.

## Clubcarrière
Dwyer speelde in de jeugdopleiding van Norwich City. Hierna was hij actief voor Staines Town en King's Lynn. Bij die laatste clubs brak hij zijn voet driemaal en hij zocht hierop zijn heil in de Verenigde Staten. Hier werd Dwyer in 2012 aangetrokken door Sporting Kansas City. Zijn competitiedebuut maakte de aanvaller op 2 september 2012, toen met 2–1 gewonnen werd van Toronto FC. Dwyer mocht vier minuten voor tijd invallen voor C. J. Sapong.
In 2013 werd de Engelsman met drie teamgenoten verhuurd aan Orlando City. Hier scoorde hij negentien keer in veertien competitieduels. Na zijn terugkeer kreeg Dwyer steeds meer speeltijd in Kansas en hij maakte ook meer doelpunten. Halverwege 2017, met een landstitel op zak, werd de spits definitief aangetrokken door Orlando City, inmiddels ook actief in de MLS. Begin 2018 ondertekende Dwyer een nieuwe verbintenis bij Orlando, tot eind 2020.
Aan het einde van dit contract liet hij Orlando City achter zich en werd hij clubloos. Na een half seizoen zonder club tekende hij in mei 2021 voor Toronto. Deze club verruilde hij in januari 2022 voor FC Dallas. Een maand later werd hij weer van de hand gedaan en ging hij voor Atlanta United voetballen. Na één seizoen besloten de partijen weer uit elkaar te gaan. In april 2024 tekende hij tot het einde van het jaar bij Oakland Roots. Na zijn vertrek eind januari 2025 zat Dwyer ruim een maand zonder club, voor hij bij Mansfield Town terugkeerde in Engeland.

## Clubstatistieken
| Seizoen | Club                 | Competitie           | Competitie | Competitie | Beker | Beker | Internationaal | Internationaal | Totaal | Totaal |
| Seizoen | Club                 | Competitie           | Wed.       | Dlp.       | Wed.  | Dlp.  | Wed.           | Dlp.           | Wed.   | Dlp.   |
| ------- | -------------------- | -------------------- | ---------- | ---------- | ----- | ----- | -------------- | -------------- | ------ | ------ |
| 2012    | Sporting Kansas City | Major League Soccer  | 2          | 0          | 1     | 0     | —              | —              | 3      | 0      |
| 2013    | → Orlando City       | United Soccer League | 14         | 19         | 3     | 3     | —              | —              | 17     | 22     |
| 2013    | Sporting Kansas City | Major League Soccer  | 21         | 3          | 0     | 0     | —              | —              | 21     | 3      |
| 2014    | Sporting Kansas City | Major League Soccer  | 33         | 22         | 0     | 0     | 7              | 2              | 40     | 24     |
| 2015    | Sporting Kansas City | Major League Soccer  | 30         | 12         | 3     | 5     | —              | —              | 33     | 17     |
| 2016    | Sporting Kansas City | Major League Soccer  | 34         | 16         | 2     | 0     | —              | —              | 36     | 16     |
| 2017    | Sporting Kansas City | Major League Soccer  | 15         | 5          | 1     | 1     | —              | —              | 16     | 6      |
| 2017    | Orlando City         | Major League Soccer  | 12         | 4          | 0     | 0     | —              | —              | 12     | 4      |
| 2018    | Orlando City         | Major League Soccer  | 26         | 13         | 1     | 0     | —              | —              | 27     | 13     |
| 2019    | Orlando City         | Major League Soccer  | 27         | 7          | 2     | 0     | —              | —              | 29     | 7      |
| 2020    | Orlando City         | Major League Soccer  | 2          | 0          | 0     | 0     | —              | —              | 2      | 0      |
| 2021    | Toronto              | Major League Soccer  | 14         | 0          | 1     | 0     | —              | —              | 15     | 0      |
| 2022    | FC Dallas            | Major League Soccer  | —          | —          | —     | —     | —              | —              | 0      | 0      |
| 2022    | Atlanta United       | Major League Soccer  | 22         | 4          | 2     | 2     | —              | —              | 24     | 6      |
| 2024    | Oakland Roots        | United Soccer League | 15         | 1          | 0     | 0     | —              | —              | 15     | 1      |
| 2024/25 | Mansfield Town       | League One           | 9          | 4          | 0     | 0     | —              | —              | 9      | 4      |
| Totaal  | Totaal               | Totaal               | 270        | 111        | 16    | 11    | 7              | 2              | 293    | 124    |

Bijgewerkt op 8 juli 2025.

## Interlandcarrière
Dwyer maakte zijn debuut in het voetbalelftal van de Verenigde Staten op 1 juli 2017, toen met 2–1 gewonnen werd van Ghana. Hij mocht van bondscoach Bruce Arena in de basis starten. Na negentien minuten opende hij op aangeven van Jorge Villafaña de score. Via Kellyn Acosta en Asamoah Gyan werd de eindscore bereikt. Dwyer werd veertien minuten voor het einde van de wedstrijd gewisseld ten faveure van Jordan Morris. De andere debutanten dit duel waren Kelyn Rowe (New England Revolution) en Kenny Saief (KAA Gent).
Hij werd opgenomen in de Amerikaanse selectie voor de Gold Cup 2017. Tijdens de eerste wedstrijd, tegen Panama (1–1), wist hij opnieuw doel te treffen. Hiermee werd hij de negende speler ooit die in zijn eerste twee interlands tot scoren kwam. Na de groepsfase werd Dwyer, net als Brad Guzan, Sean Johnson, Alejandro Bedoya, Cristian Roldan en Kelyn Rowe, vervangen in de selectie. Voor hen kwamen Tim Howard, Jesse González, Michael Bradley, Darlington Nagbe, Jozy Altidore en Clint Dempsey in de selectie terecht. Op het eindtoernooi waren ook zijn toenmalige teamgenoten Matt Besler en Graham Zusi (beiden eveneens Verenigde Staten) actief. Uiteindelijk wonnen de VS het toernooi door Jamaica in de finale met 2–1 te verslaan.
| Interlands van Dom Dwyer voor Verenigde Staten | Interlands van Dom Dwyer voor Verenigde Staten | Interlands van Dom Dwyer voor Verenigde Staten | Interlands van Dom Dwyer voor Verenigde Staten | Interlands van Dom Dwyer voor Verenigde Staten | Interlands van Dom Dwyer voor Verenigde Staten | Interlands van Dom Dwyer voor Verenigde Staten |
| №                                              | Datum                                          | Wedstrijd                                      | Uitslag                                        | Competitie                                     | Goals                                          |                                                |
| Als speler bij Sporting Kansas City            | Als speler bij Sporting Kansas City            | Als speler bij Sporting Kansas City            | Als speler bij Sporting Kansas City            | Als speler bij Sporting Kansas City            | Als speler bij Sporting Kansas City            | Als speler bij Sporting Kansas City            |
| ---------------------------------------------- | ---------------------------------------------- | ---------------------------------------------- | ---------------------------------------------- | ---------------------------------------------- | ---------------------------------------------- | ---------------------------------------------- |
| 1                                              | 1 juli 2017                                    | Verenigde Staten – Ghana                       | 2 – 1                                          | Vriendschappelijk                              | 19'                                            |                                                |
| 2                                              | 8 juli 2017                                    | Verenigde Staten – Panama                      | 1 – 1                                          | Gold Cup 2017                                  | 50'                                            |                                                |
| 3                                              | 15 juli 2017                                   | Verenigde Staten – Nicaragua                   | 3 – 0                                          | Gold Cup 2017                                  |                                                |                                                |
| 4                                              | 14 november 2017                               | Portugal – Verenigde Staten                    | 1 – 1                                          | Vriendschappelijk                              |                                                |                                                |

Bijgewerkt op 8 juli 2025.

## Erelijst
| Competitie           |                      |                      |                      |                      |
| Competitie           | Aantal               | Jaren                |                      |                      |
| Sporting Kansas City | Sporting Kansas City | Sporting Kansas City | Sporting Kansas City | Sporting Kansas City |
| -------------------- | -------------------- | -------------------- | -------------------- | -------------------- |
| Major League Soccer  | 1                    | 2013                 |                      |                      |
| US Open Cup          | 2                    | 2012, 2015           |                      |                      |
| Verenigde Staten     |                      |                      |                      |                      |
| Gold Cup             | 1                    | 2017                 |                      |                      |